# Radio 2
Radio 2 je bila radijska postaja, vključena v radijsko mrežo Infonet, ki je predvajala predvsem hite iz sedemdesetih, osemdesetih in devetdesetih let, svetovno in slovensko pop, rock ter dalmatinsko glasbo.
Radio je začel oddajati 23. novembra 2015 na frekvenci Radia S, končal pa 23. novembra 2023, nadomestil ga je Radio 1 80-a. 